# Paśnik chrzaniak
Paśnik chrzaniak (Xanthorhoe fluctuata) – owad z rzędu motyli, z rodziny miernikowcowatych (Geometridae).

## Wygląd
Rozpiętość skrzydeł wynosi od 2,5 do 3 cm. Istnieją formy od jasnych do prawie czarnych. Przednie skrzydła mają na brzegach czarne kanciaste plamy.

## Stadia rozwojowe
Gąsienice brązowe, szare lub zielone. Żerują na kapuście i roślinach pokrewnych.

## Występowanie
Północna Afryka, Azja i Europa.